# Vlag van Lemmer

Dorpsvlag van Lemmer (sinds 2015)
Vlag van de gemeente Lemsterland (1961-2014)

De vlag van Lemmer is de dorpsvlag van het Friese dorp Lemmer. De vlag is gelijk aan de voormalige gemeentevlag van Lemsterland en werd in 2015 opnieuw in gebruik genomen als dorpsvlag. De vlag kan als volgt worden beschreven:
Vijf banen van wit, rood, geel, rood en wit, waarvan de hoogten zich verhouden als 1:1:2:1:1.
De kleuren zijn afkomstig van het gemeentewapen van Lemsterland.

## Geschiedenis

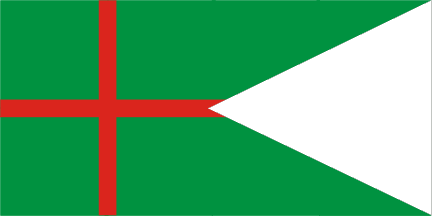
Historische vlag volgens Sierksma

Vlag zoals op het gemeentewapen van Lemmer

### Gemeentevlag van Lemsterland
De vlag werd oorspronkelijk op 19 september 1961 per raadsbesluit ingesteld als de gemeentelijke vlag van de Friese gemeente Lemsterland. De gemeente had zich hierbij laten adviseren door de Fryske Rie foar Heraldyk, die de kleuren baseerde op het gemeentewapen van Lemsterland. Nadat de gemeente Lemsterland per 1 januari 2014 in de fusie gemeente De Friese Meren opging is de vlag als officiële gemeentelijke vlag komen te vervallen. Een jaar later, in 2015 is de vlag als dorpsvlag van Lemmer aangenomen, maar heeft de vlag geen officiële status meer.

### Historische vlag van Lemmer
Volgens Sierksma voerden schepen uit Lemsterland vroeger een gespleten vlag met daarin overheersend groen, met een rood kruis. In het wapen van Lemmer komt eveneens een gespleten vlag met kruis voor, alleen is deze afgebeeld als een rode vlag met wit kruis, identiek aan de vlag van Denemarken.

## Verwante afbeeldingen

Wapen van Lemmer
Wapen van Lemsterland

Aengwirden 
· Baarderadeel 
· Barradeel 
· het Bildt 
· Bolsward 
· Boornsterhem 
· Dokkum 
· Dongeradeel 
· Doniawerstal 
· Ferwerderadeel 
· Franeker 
· Franekeradeel 
· Gaasterland 
· Gaasterland-Sloten 
· Haskerland 
· Hemelumer Oldeferd 
· Hennaarderadeel 
· Hindeloopen 
· Idaarderadeel 
· IJlst 
· Kollumerland en Nieuwkruisland 
· Leeuwarderadeel 
· Lemsterland 
· Littenseradeel 
· Menaldumadeel 
· Nijefurd 
· Oostdongeradeel 
· Rauwerderhem 
· Schoterland 
· Skarsterlân 
· Sloten 
· Sneek 
· Stavoren 
· Terschelling en Vlieland 
· Utingeradeel 
· Westdongeradeel 
· Wonseradeel 
· Workum 
· Wymbritseradeel